# Batukerbuy
Batukerbuy is een bestuurslaag in het regentschap Pamekasan van de provincie Oost-Java, Indonesië. Batukerbuy telt 8174 inwoners (volkstelling 2010).